# Negroroncus rhodesiacus
Negroroncus rhodesiacus är en spindeldjursart som beskrevs av Beier 1964. Negroroncus rhodesiacus ingår i släktet Negroroncus och familjen Ideoroncidae. Inga underarter finns listade i Catalogue of Life.